# Miller-Test
Der Miller-Test wird seit 1973 vom Supreme Court der Vereinigten Staaten von Amerika eingesetzt, um zu beurteilen, ob eine Form der Rede oder anderen Ausdrucks als obszön zu bezeichnen ist. Im Fall, dass die Klassifizierung als „obszön“ zutrifft, ist der jeweilige Gegenstand nicht durch den ersten Zusatz zur US-Verfassung geschützt und kann gegebenenfalls verboten werden.

## Geschichte und Funktion
Der Miller-Test wurde im Zug des Prozesses Miller v. California entwickelt und besteht aus drei Teilen. In jedem der drei Teile findet eine Beurteilung nach einzelnen Kriterien statt.
1. TeilWürde eine durchschnittliche Person, die zeitgemäße, der Gesellschaft entsprechende Standards anwendet, das Gesamtwerk als geeignet erachten, um lüsterne Interessen zu bedienen?
2. TeilBeschreibt oder bildet das Werk sexuelles Verhalten oder Ausscheidungsvorgänge ab, die durch entsprechende Gesetze der Bundesstaaten definiert werden?
3. TeilFehlt dem Gesamtwerk jeder ernsthafte literarische, künstlerische, politische und wissenschaftliche Wert? Dieser Test wird auch als (S)LAPS test - (Serious) Literary, Artistic, Political, Scientific-Test bezeichnet.
Wenn alle drei Fragen mit Ja beantwortet werden, ist der Untersuchungsgegenstand als obszön zu bezeichnen.
Der erste und zweite Test richten sich nach gesellschaftlichen Richtlinien, während der dritte Test nach Kriterien einer vernünftigen Person ausgerichtet ist. Der dritte Test hat die Funktion eines Gegengewichts zu den ersten beiden Tests, das Einschränkungen von Grundrechten durch strikte Moralvorstellungen regionaler Gesellschaften ausschließt.
Die ersten beiden Tests berücksichtigen gesellschaftliche Richtlinien in einem höheren Ausmaß als nationale Standards. Die Ergebnisse der ersten beiden Tests können somit in unterschiedlichen regionalen Gesellschaften zu unterschiedlichen Ergebnissen führen, da die zur Untersuchung heranzuziehende Gesellschaft nicht definiert ist.
Miller berücksichtigt in den ersten beiden Tests das Empfinden einer durchschnittlichen Person, nicht jedoch das Empfinden einer Person mit besonders strikten moralischen Kriterien, wodurch sich Millers Test von seinem Vorgänger, dem Hicklin-Test, unterscheidet.
In der US-amerikanischen Rechtsprechung wird Pornographie, die Genitalien und Sexualakte zeigt, nicht automatisch als obszön gemäß dem Miller-Test bewertet. Im Jahr 2000 sprach ein Geschworenengericht in Provo Larry Peterman, den Eigentümer eines pornographischen Videoladens in Utah County, Utah, einer der konservativsten Regionen der USA, nach wenigen Minuten frei. Untersuchungen hatten gezeigt, dass Gäste des lokalen Marriott-Hotels bei weitem mehr pornographisches Material mittels Pay-per-View konsumierten als Petermans Laden vertrieb.

## Öffentliche Wahrnehmung und Diskurs

### Vorwurf der Unterstützung von Zensur
Kritiker brachten den Vorwurf vor, dass der Miller-Test die Unterdrückung von Rede und Ausdruck erleichtern würde, da er „ernsthaften“ Wert verlangt. Miller legte eine striktere Variante seines Tests vor, in der der Untersuchungsgegenstand danach beurteilt wird, ob er zur Gänze ohne sozialen Wert ist. In der verwendeten Form ist unter Anwendung des Miller-Tests ein Verbot kaum möglich, unter anderem, da in einer Vielzahl von Fällen Pornographie ein künstlerischer oder literarischer Wert zugebilligt wurde.

### Vorwurf der mangelhaften Definition
Kritiker des Obszönitätsgesetzes argumentieren, dass die Definition der Obszönität paradox, willkürlich und subjektiv sei. 
Mangels einer klaren Definition der Obszönität in den Gesetzen in Verbindung mit der Etablierung hypothetischer Rechtsgebilde und Standards innerhalb des Tests (also der hypothetischen „vernünftigen Personen“ und „zeitgemäßen gesellschaftlichen Standards“) sei der Begriff der Obszönität im US-amerikanischen Bundesrecht nicht definiert. Folglich sei eine Rechtsprechung, die sich auf den Begriff der Obszönität bezieht, nicht durchsetzbar und aus juristischer Sicht fragwürdig. Die Obszönität verbietenden Gesetze widersprächen der Vagueness Doctrine und seien daher ungültig.

### Veränderung des Gesellschaftsbegriffs durch das Internet
Durch die Entwicklung des Internets wurde die Anwendung des Gesellschaftsbegriffes im dritten Test erschwert, da Material im Internet nicht mehr nur für eine räumlich begrenzte Umgebung wahrnehmbar ist, weshalb es nicht mehr eindeutig ist, welche Beurteilungsrichtlinien anzuwenden sind. Der zurzeit im Verlauf befindliche Prozess United States of America gegen Extreme Associates wird möglicherweise zur Klärung dieses Punktes beitragen.